# فرانك ميتشان
فرانك ميتشان (بالإنجليزية: Frank Meechan)‏ (27 أكتوبر 1929 - 20 أغسطس 1976) هو لاعب كرة قدم بريطاني في مركز الظهير. لعب مع نادي سلتيك ونادي ستيرلينغ ألبيون وPetershill F.C. ‏.